# Anastasia Somoza
Anastasia Somoza (nacida en 1983 o 1984) es una activista por los derechos de las personas con discapacidad estadounidense y descendiente de la familia Somoza gobernante de Nicaragua. Nacida con parálisis cerebral y cuadriplejia espástica, se involucró en la defensa de derechos en una reunión municipal televisada en 1993 con el presidente de los Estados Unidos Bill Clinton cuando tenía nueve años, donde pidió que se le permitiera a su hermana gemela, que también es discapacitada, unirse a ella en un aula común. Somoza habló en la Convención Nacional Demócrata de 2016 y en 2018 fue designada el primer enlace con la comunidad de discapacitados para el Consejo de la Ciudad de Nueva York. En 2024, fue directora de participación de personas con discapacidad en la campaña presidencial de Kamala Harris.

## Primeros años y familia
Tiene una hermana gemela idéntica, Alba; ambas nacieron con parálisis cerebral y cuadriplejia espástica. También tiene un hermano mayor y una hermana menor, y nació y creció en Manhattan, donde su madre Mary, una inmigrante de Irlanda, fue asesora del alcalde David Dinkins y del gobernador Mario Cuomo sobre niños discapacitados. Su padre Gerardo emigró de Nicaragua con su madre cuando tenía 12 años; es hijo y nieto, respectivamente, de los presidentes nicaragüenses Luis Somoza Debayle y Anastasio Somoza García.
Comenzó su activismo porlos derechos de los discapacitados a los nueve años de edad, apareciendo en una reunión municipal televisada en 1993 con el presidente Bill Clinton, donde pidió que a su gemela, que no puede hablar y usa una computadora para comunicarse, se le permitiera ingresar a un aula común como a ella. Clinton intervino, junto con los esfuerzos de los padres de Somoza, y a Alba se le permitió incorporarse al aula de educación general.
Somoza se graduó de la Universidad de Georgetown en 2007, con especialización en gobierno y especialización en inglés, y luego asistió a la Escuela de Economía de Londres, donde obtuvo una maestría en ciencias en derechos humanos.

## Carrera
Hizo una pasantía para Hillary Clinton en el Senado de los Estados Unidos y trabajó en su campaña al Senado en 2000. Habló en la Convención Nacional Demócrata de 2016, enfatizando la capacidad de acción de las personas discapacitadas y criticando a Donald Trump, quien había ridiculizado a un periodista discapacitado el año anterior. Recibió una ovación de pie y su discurso apareció más tarde en un anuncio de campaña de Clinton, contrastando sus comentarios con el ataque de Trump. Trabajaba entonces para la organización de discapacitados Shield Institute y sirvió como representante de campaña para la campaña presidencial de Hillary Clinton en 2016. En 2018, el presidente del Consejo Municipal de Nueva York, Corey Johnson, la designó como el primer enlace del consejo con la comunidad de discapacitados.
En 2024, fue directora de participación de personas con discapacidad en la campaña presidencial de Kamala Harris.

## Vida personal
Se hizo amiga de la comediante Amy Poehler después de que Poehler respondiera a una carta de la familia Somoza y se disculpara por un sketch de Saturday Night Live de 2008 en el que parodiaba de Somoza y su hermana gemela.